# Aviméta
La Société pour la construction d’AVIons METAlliques (Aviméta) est une entreprise de construction aéronautique française, aujourd'hui disparue.

## QuandSchneider et Cies'intéresse à l'aviation
Henri Paul et Jean Schneider, les deux fils aînés d’Eugène II Schneider, étaient passionnés d’aviation et avaient obtenus leurs affectations à l’escadrille SPAD 49, respectivement en décembre 1917 et janvier 1918. Le S/Lt Henri-Paul Schneider fut grièvement blessé par le Lt Walter Ewers de la Jasta, dans le secteur d’Aspach (Alsace), le 23 février 1918, et décéda de ses blessures le lendemain à l’hôpital de campagne de Bellemagny.
Déjà en 1916 l’usine Schneider du Havre-Harfleur avait obtenu la production d’une série de 1 000 moteurs d'avions militaires 12 cylindres de 370 ch et put également récupérer des fragments de l’armature du Zeppelin LZ.49, accidenté à Bourbonne-les-Bains le 20 octobre 1917, pour analyse et comparaison avec ses propres recherches sur l’aluminium. Il en résulta la création de l’Alférium, un alliage de forge produit dans son usine de Montchanin et utilisé dans la fabrication d’hélices d’avion à partir de 1920.

## Création d'un département aéronautique
Il n’est donc pas surprenant que, dans ses efforts de diversification après la disparition des fructueux marchés d’armement dont ils bénéficièrent entre 1910 et 1920, Schneider et Cie décida de s’intéresser à l’industrie aéronautique et d’affecter son usine du Havre-Harfleur à cette activité. En 1918 Participation Henri-Paul, Jean Schneider, une Association en participation, fut créée pour étude de toute question se rattachant à la construction et à l’armement d’avions ou hydravions. Un fonds social de 400 000 francs lui fut accordé, avec Jean Schneider comme administrateur. Ce nouveau département  de Schneider avait pour principal objectif de répondre à une demande du Secrétariat d’État de l’Aéronautique militaire et maritime : développer un programme d’avions nouveaux à structure et revêtement métalliques. Deux modèles étaient envisagés, un biplace maniable et léger (S2) et un triplace armé d’un canon de 75 mm (S3) devant équiper trois escadrilles.
Conçu pour répondre au programme S3, le Schneider Henri-Paul prit l’air en septembre 1922 et fut exposé au 8e Salon de l’Aviation au Grand Palais en décembre 1922 comme bombardier de nuit quadriplace; mais le programme avait entre-temps été abandonné. Un second prototype fut produit à Harfleur, le Schneider 10M. Cet appareil ayant été accidenté à l’atterrissage peu après son premier vol, l’usine du Havre fut affectée à d’autres productions.

## Aviméta
En décembre 1926 le département aviation de Schneider fut transformé en société anonyme pour la construction d’Avions métalliques (Aviméta) avec le siège rue Montalivet à Paris, et des ateliers Allée du Midi à Courbevoie. Disposant d’un capital de deux millions de francs, elle était dirigée par Jean Schneider administrateur, Eugène Lepère, ingénieur et Louis Delasalle, chef du bureau d’études.
Le chasseur Aviméta 88 et le multiplace de combat Aviméta 121 furent des échecs. Le trimoteur de transport Aviméta 132 ne trouva pas preneur et le monomoteur de transport et de tourisme Aviméta 92 ne fut construit qu’à quelques exemplaires.
En 1929 le Groupe Schneider retire son soutien à Avimeta, ce qui contraint la société au dépôt de bilan.

## Produits
- Aviméta 88
- Aviméta 92
- Aviméta 121
- Aviméta 132

## Sources
- Georges Bondoux, « Schneider et Compagnie Constructeur aéronautique », Bulletin de l’Académie François Bourdon, no 8,‎ février 2007, p. 22-28